# فتح ۳۶۰
فتح ۳۶۰ یا به اختصار موشک فتح یک موشک بالستیک کوتاه‌برد است که به‌منظور استفاده در عملیات‌های تاکتیکی و حمله دقیق به اهداف موردنظر در فواصل کمتر از ۲۰۰ کیلومتر توسعه داده شده است. طراحی این موشک برگرفته از خانواده موشک‌های فاتح است و در حقیقت فتح ۳۶۰ کوچک‌ترین عضو آن محسوب می‌شود. به گفته سازندگان فتح ۳۶۰؛ این موشک به هوش مصنوعی مجهز است. این موشک در ۳۱ مرداد ۱۳۹۹ رونمایی شد و در اواخر همان سال به نیروی دریایی سپاه و در سال ۱۴۰۰ به نیروی زمینی سپاه تحویل شد. در سال بعد نیز فتح ۳۶۰ به نیروی زمینی ارتش تحویل داده شد. این نخستین بار بود که غیر از نیروی هوافضای سپاه یگان‌های دیگری از نیروهای مسلح ایران نیز به موشک بالستیک مجهز می‌شدند.

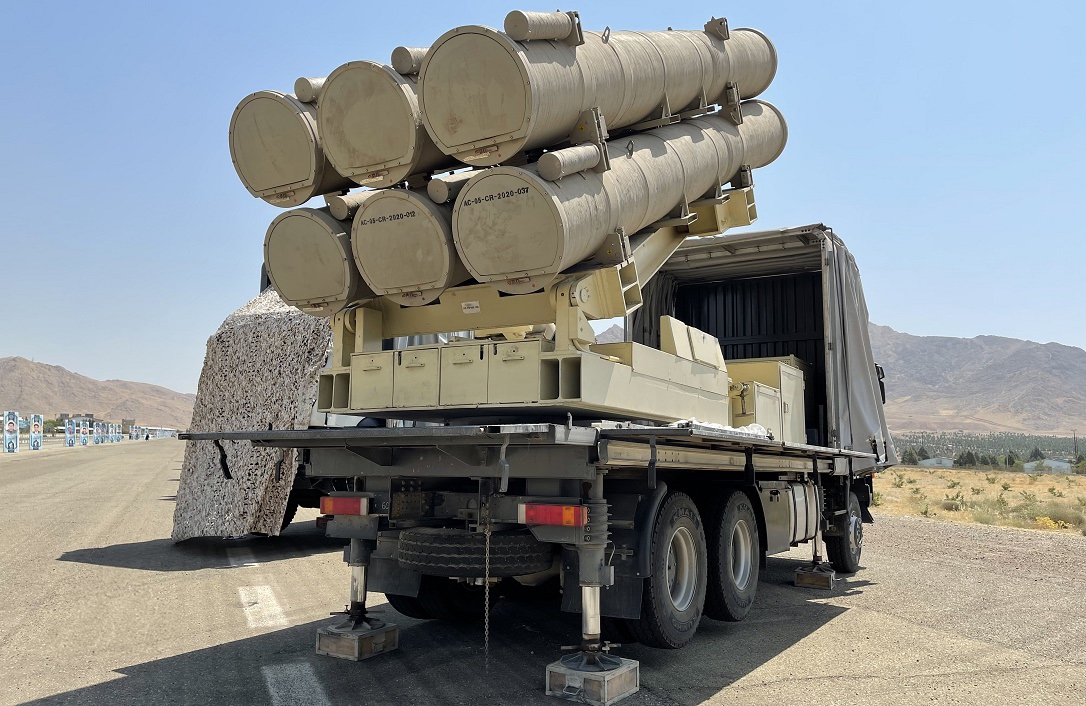
پرتابگر شش فروندی موشک فتح

موشک فتح ۳۶۰ پیش از رونمایی رسمی به عنوان یک موشک ناشناس در رزمایش پیامبر اعظم ۱۴ بکار گرفته شد. این موشک پس از رونمایی و به‌طور رسمی نیز در رزمایش پیامبر اعظم ۱۷ و رزمایش ارس (توسط نیروی زمینی ارتش) نیز استفاده گردید. همچنین ایران موشک فتح را با نام تجاری BM-120 عرضه کرده و در نمایشگاه نظامی آرمیا ۲۰۲۲ روسیه به نمایش درآورد. برخی منابع خارجی موشک فتح ۳۶۰ را پاسخی به سامانه موشکی هیمارس آمریکا می‌دانند.
به گفته وزیر امور خارجه آمریکا، آنتونی بلینکن، در سپتامبر ۲۰۲۴ اولین محموله این موشک‌ها شامل ۲۰۰ فروند موشک فتح به روسیه صادر شد. هرچند جمهوری اسلامی ایران این ادعا را رد می‌کند. روسها پیش از این خواستار موشک‌های دوربرد تری مانند ذوالفقار و فاتح ۳۱۳ بودند که مقامات ایرانی با تحویل آنها موافقت نکردند.